# دراگان ژیلیچ
دراگان ژیلیچ (صربی: Dragan Žilić؛ زادهٔ ۱۴ دسامبر ۱۹۷۴) بازیکن سابق و مربی فوتبال اهل صربستان است.
از باشگاه‌هایی که در آن بازی کرده‌است می‌توان به باشگاه فوتبال گوریتسا، باشگاه فوتبال رییکا، باشگاه فوتبال وویوودینا، و باشگاه فوتبال زسکا صوفیه اشاره کرد.
وی همچنین در تیم ملی فوتبال صربستان و مونته‌نگرو بازی کرده‌است.